# نمایشگاه کتاب

تصویر پانوراما از نمایشگاه کتاب فرانکفورت ۲۰۱۷

نمایشگاه کتاب یک نمایشگاه و نشست سالانه است که به موضوع کتاب می‌پردازد. این رویداد تولیدکنندگان، بازاریابان و ناشران کتاب را از کتابخانه‌ها، مؤسسات انتشاراتی، توزیع‌کنندگان، نویسندگان، تولیدکنندگان رسانه‌های آموزشی، مؤسسه‌های فرهنگی، سازمان‌های دولتی و نیمه‌دولتی، کتابخانه‌های عمومی، مراکز تحقیقاتی، انجمن‌ها و بنیادها، رسانه‌های گروهی، نمایشگاه‌های کتاب، و سایر مقوله‌های مورد علاقه و مرتبط با مردم و علاقمندان را گرد هم می‌آورد. در بیشتر موارد، نمایشگاه کتاب چیزی بیش از یک مرکز خرید دائمی یا موقت کتاب است. نمایشگاه کتاب شامل بسیاری از رویدادها و فعالیت‌ها، مانند سمینارهای فرهنگی، کارگاه‌ها، نمایشگاه‌ها و جلسات در چارچوب، محتوا و کتاب است.
نمایشگاه کتاب رویدادی است که در آن ناشران، متخصصان چاپ، کتاب‌فروشی‌ها، مجوزدهندگان و فعالان صنعت انتشارات در یک مکان گرد هم می‌آیند. در این رویداد می‌توان با نویسنده و مؤلفان آثار روبه‌رو شد و صحبت‌های آن‌ها را شنید و با حرفه و بینش‌هایشان آشنا شد. می‌توان در کنفرانس‌ها و سمینارهای جانبی شرکت کرد و نظرات کارشناسان صنعت چاپ را در مورد موضوعاتی که بر دنیای کتاب و روندهای آینده تأثیر می‌گذارند، مطلع شد.
انتشاراتی‌ها سازمان‌های خلاقی هستند که محتوا را زنده می‌کنند. از شرکت‌های بزرگ انتشاراتی، شرکت‌های مستقل، و ناشران رمان‌های پرفروش، متون دانشگاهی، کتاب‌های کودکان و کتاب‌های کمیک، و همه کسانی که در صنعت نشر کار می‌کنند در نمایشگاه‌های کتاب شرکت می‌کنند.
یک نمایشگاه کتاب در درجه اول یک نمایشگاه تجاری است. عموماً در نمایشگاه‌های کتاب از متخصصان صنعت و دستاوردهای برجسته آن‌ها تجلیل می‌شود.
نمایشگاه‌های کتاب برای توسعه صنایع نشر ملی و منطقه‌ای، به‌ویژه در کشورهایی که زیرساخت‌های توزیع مناسب وجود ندارد، اهمیت حیاتی دارند.

## بخش‌ها
در نمایشگاه‌های کتاب، کتاب‌های متنوعی از جمله آثار ادبی، علمی، تاریخی، آموزشی و هنری به نمایش گذاشته می‌شود. این نمایشگاه‌ها معمولاً دارای بخش‌های مختلفی هستند، از جمله:
- غرفه‌های فروش کتاب: مکانی که بازدیدکنندگان می‌توانند کتاب‌ها را مرور و خریداری کنند.
- نشست‌های فرهنگی و ادبی: شامل برنامه‌هایی مانند سخنرانی نویسندگان، بحث و گفت‌وگو دربارهٔ کتاب‌ها و نقد ادبی.
- امضای کتاب: فرصتی برای دیدار با نویسندگان و دریافت امضای آن‌ها روی کتاب‌ها.
- فعالیت‌های جانبی: کارگاه‌های آموزشی، برنامه‌های ویژه کودکان، یا نمایش فیلم‌ها و مستندهای مرتبط با ادبیات.

## نمایشگاه‌های کتاب ایران

### نمایشگاه کتاب تهران

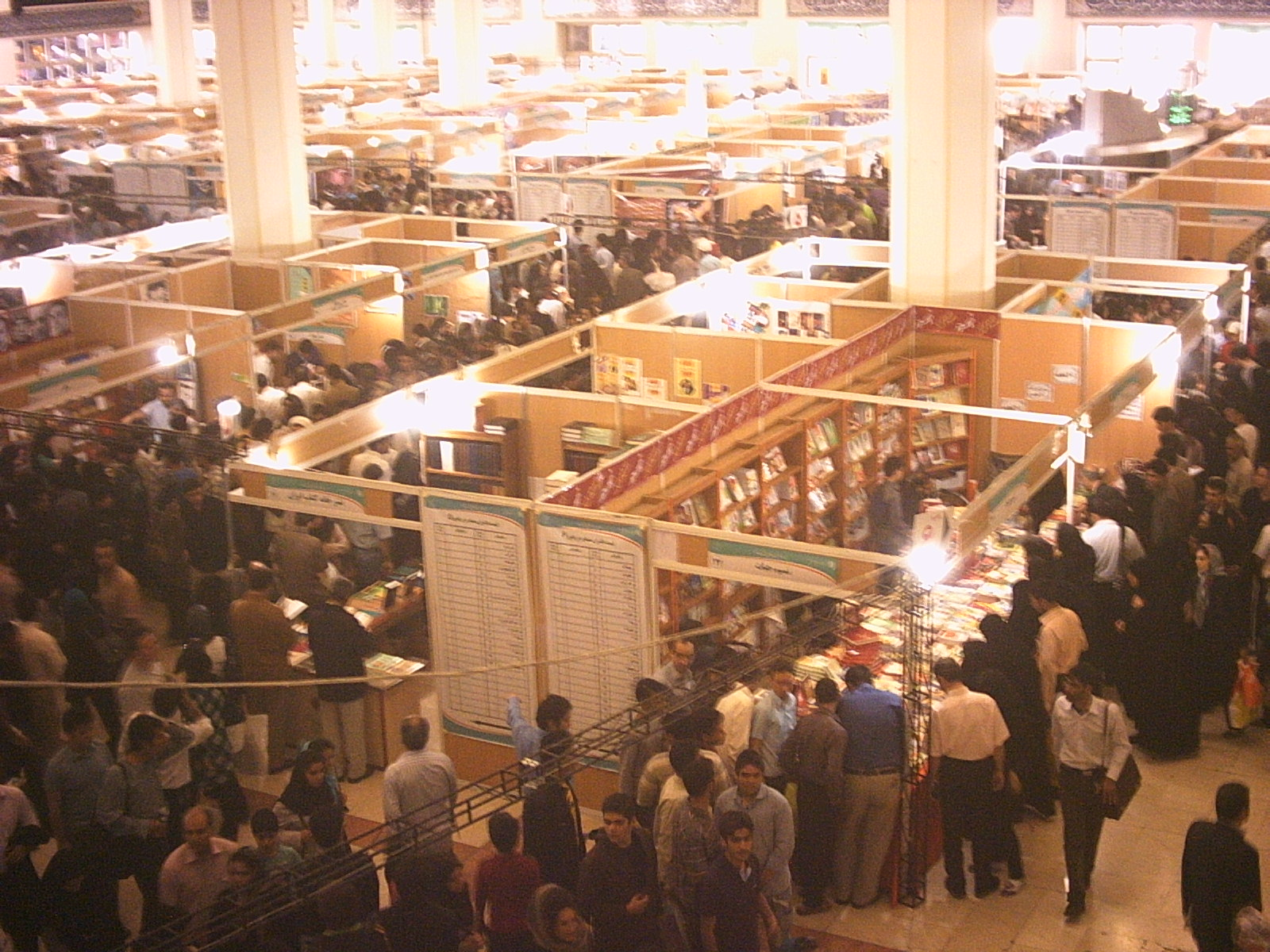
سالنی در نمایشگاه کتاب تهران

نمایشگاه بین‌المللی کتاب تهران نمایشگاه کتابی است که در میانهٔ اردیبهشت هر سال در تهران برگزار می‌شود. این نمایشگاه یکی از بزرگ‌ترین رویدادهای فرهنگی در ایران است. نخستین دورهٔ نمایشگاه بین‌المللی کتاب تهران در سال ۱۳۶۶ در محل دائمی نمایشگاه‌های بین‌المللی تهران برپا شد و تا سال ۱۳۸۵ برگزاری آن در همین مکان ادامه یافت. امّا از سال ۱۳۸۶ نمایشگاه کتاب در مصلای امام خمینی برگزار می‌گردد.

### نمایشگاه کتاب تبریز
نمایشگاه بین‌المللی کتاب تبریز همه ساله در مهر ماه در محل نمایشگاه بین‌المللی تبریز توسط «مؤسسه نمایشگاه‌های فرهنگی ایران» و «اداره کل فرهنگ و ارشاد اسلامی استان آذربایجان شرقی» برگزار می‌شود. نمایشگاه کتاب تبریز از لحاظ گسترهٔ برگزاری و تعداد ناشران داخلی و خارجی پس از نمایشگاه کتاب تهران در رتبه دوم قرار دارد.

## نمایشگاه‌های کتاب دنیا

### آمریکا
نمایشگاه بین‌المللی کتاب آمریکا بزرگ‌ترین نمایشگاه تجاری کتاب سالیانه آمریکا است. این نمایشگاه که نخستین نمایشگاه کتاب سالانه در آمریکای شمالی و بزرگ‌ترین نمایشگاه کتاب انگلیسی زبان جهان است از سال ۱۹۰۲ با حضور «مارک توین» نویسنده مشهور آمریکایی آغاز به کار کرد.

### انگلستان

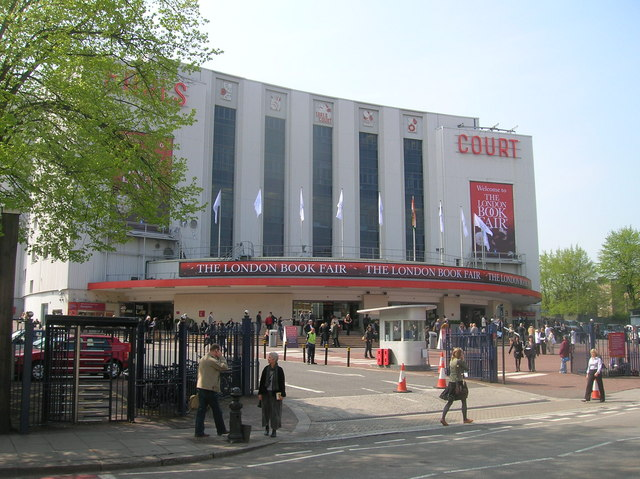
نمایشگاه کتاب لندن در ارلز کورت

نمایشگاه کتاب لندن معمولاً در ماه آوریل در شهر لندن انگلستان برگزار می‌شود. این نمایشگاه در سال ۱۹۷۱ توسط کلیو بینگلی و لیونل لونتال پایه‌ریزی شد. در حال حاضر این نمایشگاه یکی از رویدادهای اثرگذار صنعت نشر در سطح دنیا می‌باشد و سالانه بیش از ۲۵٬۰۰۰ ناشر، کتابفروش، عوال خرید کتاب‌خانه‌ها، مؤلفین و مترجمین از ۱۰۰ کشور دنیا در آن حضور می‌یابند. در کنار نمایشگاه، سمینارها و جلسات تخصصی مرتبط با نشر نیز برگزار می‌گردد.

### آلمان
نمایشگاه کتاب فرانکفورت
از لحاظ تعداد ناشران و بازدیدکنندگان نمایشگاه کتاب فرانکفورت بزرگ‌ترین نمایشگاه کتاب دنیا محسوب می‌شود. این نمایشگاه ۵ روزه، در اواسط اکتبر هر سال در نمایشگاه تجارت فرانکفورت در آلمان برگزار می‌شود. ۳ روز اول آن به بازدیدکنندگان تجاری (متخصصان صنعت چاپ و نشر) اختصاص دارد و ۲ روز آخر آن به روی بازدیدکنندگان عام گشوده می‌شود.

#### نمایشگاه کتاب لایپزیگ

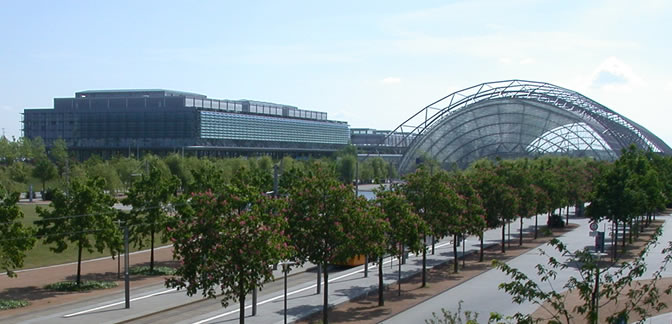
نمایشگاه کتاب لایپزیگ

نمایشگاه کتاب لایپزیگ دومین نمایشگاه بزرگ کتاب در کشور آلمان پس از نمایشگاه کتاب فرانکفورت است. این نمایشگاه به‌صورت سالانه و به مدت چهار روز در نمایشگاه بازرگانی لایپزیگ که در شمال شهر لایپزیگ در زاکسن است برگزار می‌شود.

### ایتالیا

#### نمایشگاه کتاب بلونیا

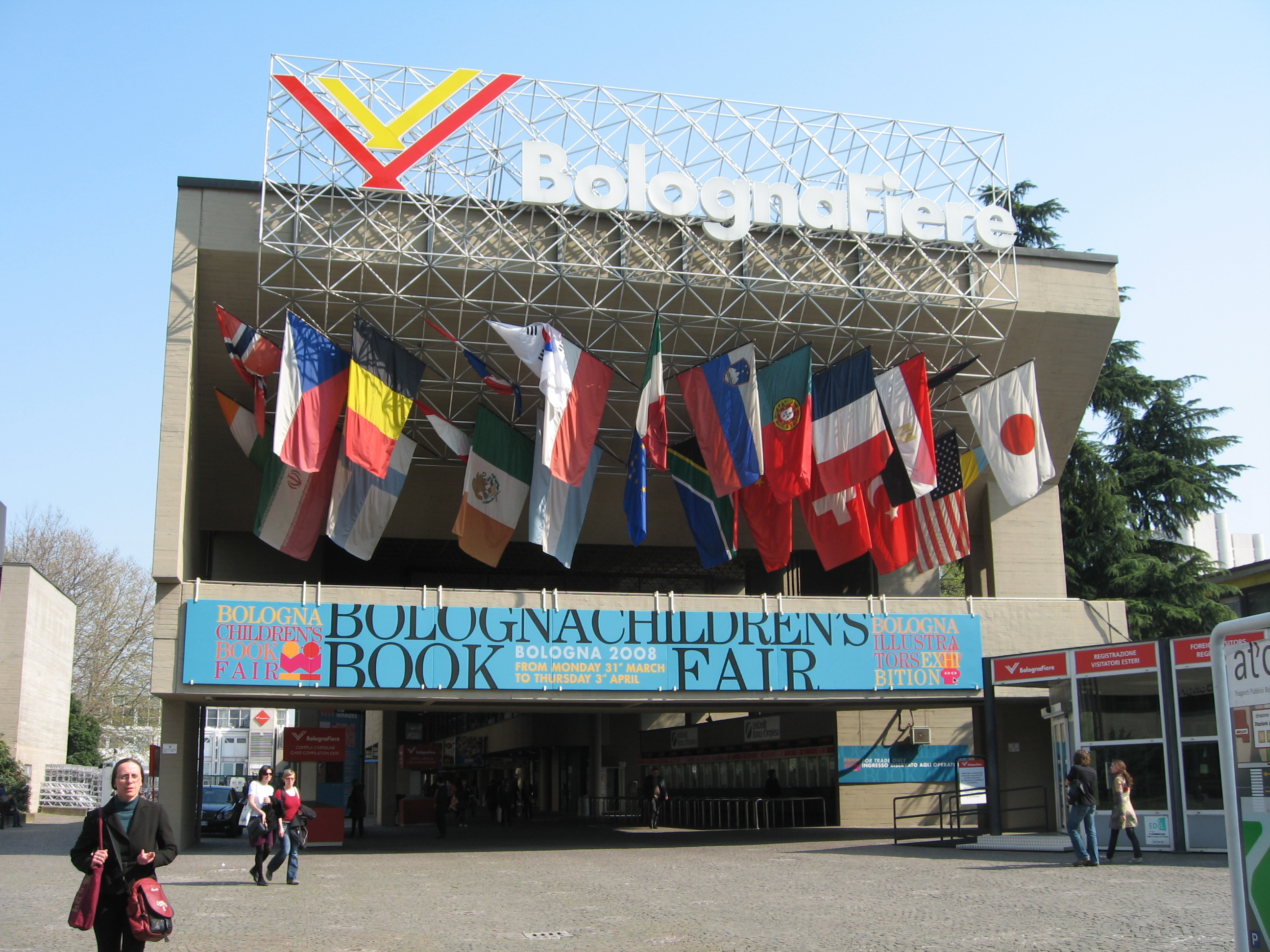
ورودی نمایشگاه کتاب کودک بولونیا در سال ۲۰۰۸

نمایشگاه کتاب کودک بولونیا پیشروترین نمایشگاه کتاب کودک در جهان است. این نمایشگاه از سال ۱۹۶۳، هر ساله به مدت چهار روز در ماه مارس یا آوریل در بولونیا، ایتالیا برگزار می‌شود.

#### نمایشگاه کتاب تورین

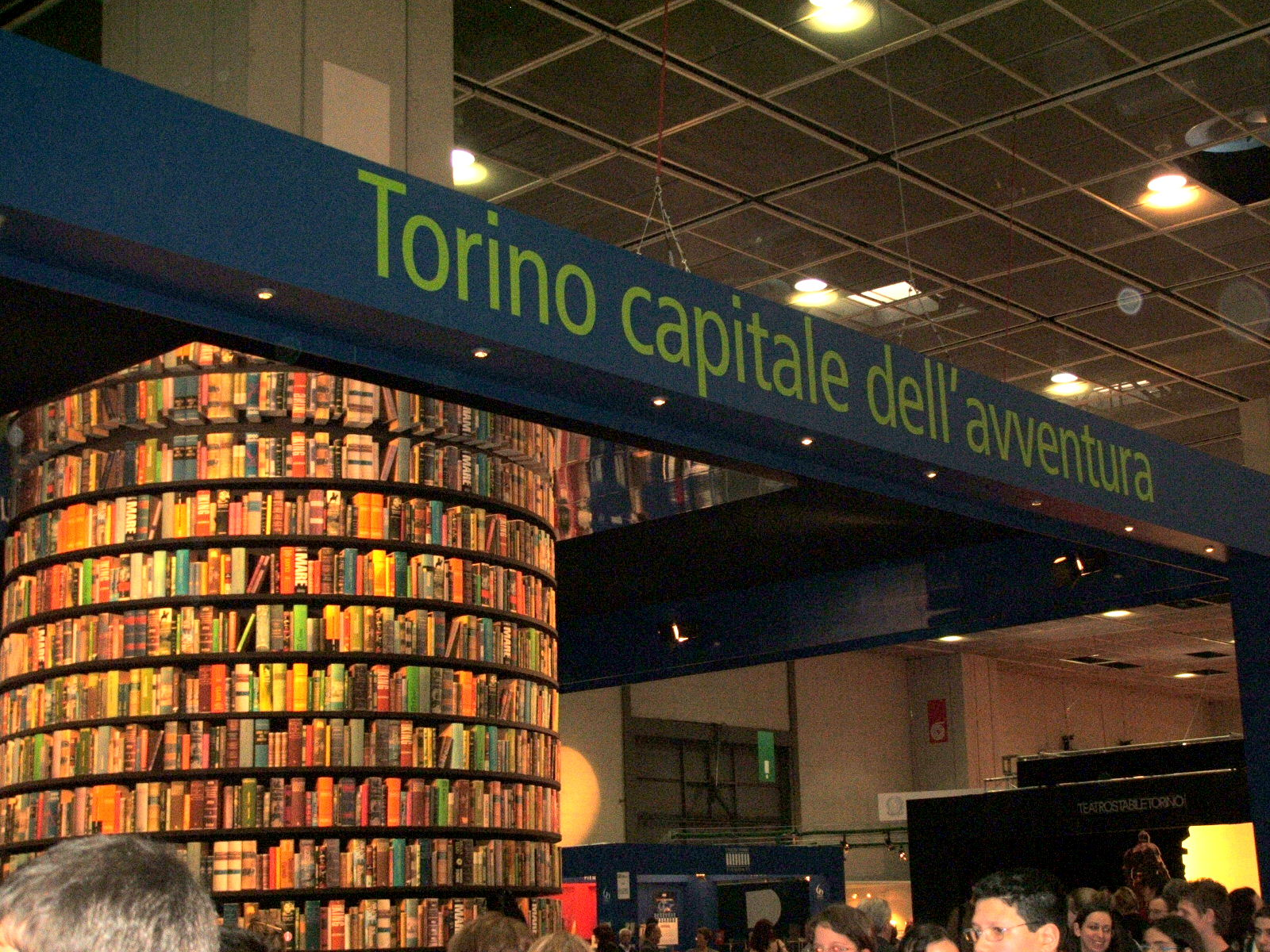
نمایشگاه کتاب تورین

نمایشگاه بین‌المللی کتاب تورین بزرگ‌ترین نمایشگاه تجاری کتاب ایتالیا است که هر ساله در اواسط ماه مه در تورین ایتالیا برگزار می‌شود. این نمایشگاه که در سال ۱۹۸۸ تأسیس شد، و یکی از بزرگ‌ترین نمایشگاه‌های کتاب در اروپا است که بیش از ۱۴۰۰ غرفه‌دار و ۳۴۱٬۰۰۰ بازدیدکننده در سال ۲۰۱۵ داشت.

### روسیه
نمایشگاه بین‌المللی کتاب مسکو (MIBF) مهم‌ترین رویداد بین‌المللی کتاب و مهم‌ترین رویداد سالانه برای صنعت کتاب روسیه است. این نمایشگاه هر ساله پذیرای بیش از ۵۰۰ غرفه‌دار از ۳۰ کشور و در مجموع ۱۰۰٬۰۰۰ بازدیدکننده است.

### صربستان

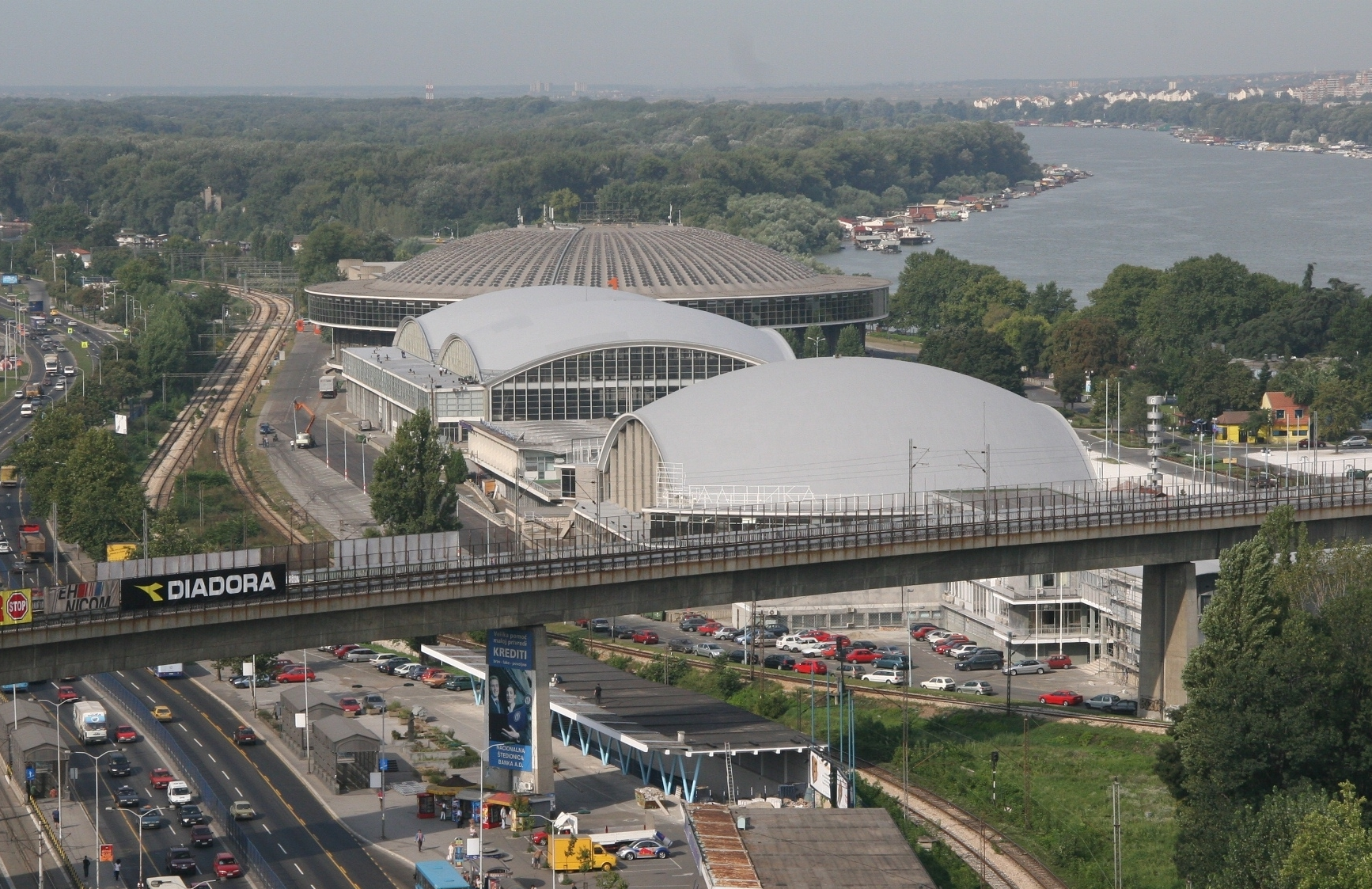
سالن نمایشگاه کتاب بلگراد

نمایشگاه بین‌المللی کتاب بلگراد هر ساله در بلگراد، پایتخت صربستان برگزار می‌شود. اولین نمایشگاه کتاب در سال ۱۹۵۶ در نمایشگاه زاگرب برگزار شد. نمایشگاه بین‌المللی کتاب بلگراد سالانه تعداد زیادی از ناشران یوگسلاوی سابق و سراسر جهان را گرد هم می‌آورد.

## نمایشگاه مجازی کتاب
نمایشگاه مجازی کتاب یک رویداد مجازی است که در یک محیط آنلاین برگزار می‌شود، که به‌صورت آنلاین و برای مدت محدودی میزبانی می‌شود. می‌توان آن را معادل آنلاین یک نمایشگاه فیزیکی در نظر گرفت، اما غرفه‌داران و بازدیدکنندگان به جای حضور فیزیکی، در بستر وب با یکدیگر ارتباط برقرار می‌کنند.
نمایشگاه‌های مجازی کتاب در همه جا قابل دسترس هستند، زیرا موقعیت جغرافیایی آن‌ها را محدود نمی‌کند، بنابراین تنها چیزی که برای شرکت لازم است دستگاهی برای اتصال به اینترنت است. نمایشگاه‌های مجازی کتاب تعامل مستقیم بین غرفه‌داران و شرکت‌کنندگان را با ویژگی‌های تعاملی‌ای مانند چت زنده، اتاق‌های گفتگو، تماس‌های ویدیویی دونفره یا گروهی، پرسش و پاسخ، وبینارهای زنده، پخش‌های اینترنتی، قرعه‌کشی‌ها و موارد دیگر تسهیل می‌کنند.

### نمایشگاه‌های مجازی کتاب در ایران
- نمایشگاه مجازی کتاب اصفهان
- نمایشگاه مجازی کتاب آذربایجان غربی
- نمایشگاه مجازی کتاب تهران
- نمایشگاه مجازی قرآن کریم
- نمایشگاه مجازی کتاب استانی جنوب کرمان[۲۱]